# Nasmyth-Teleskop

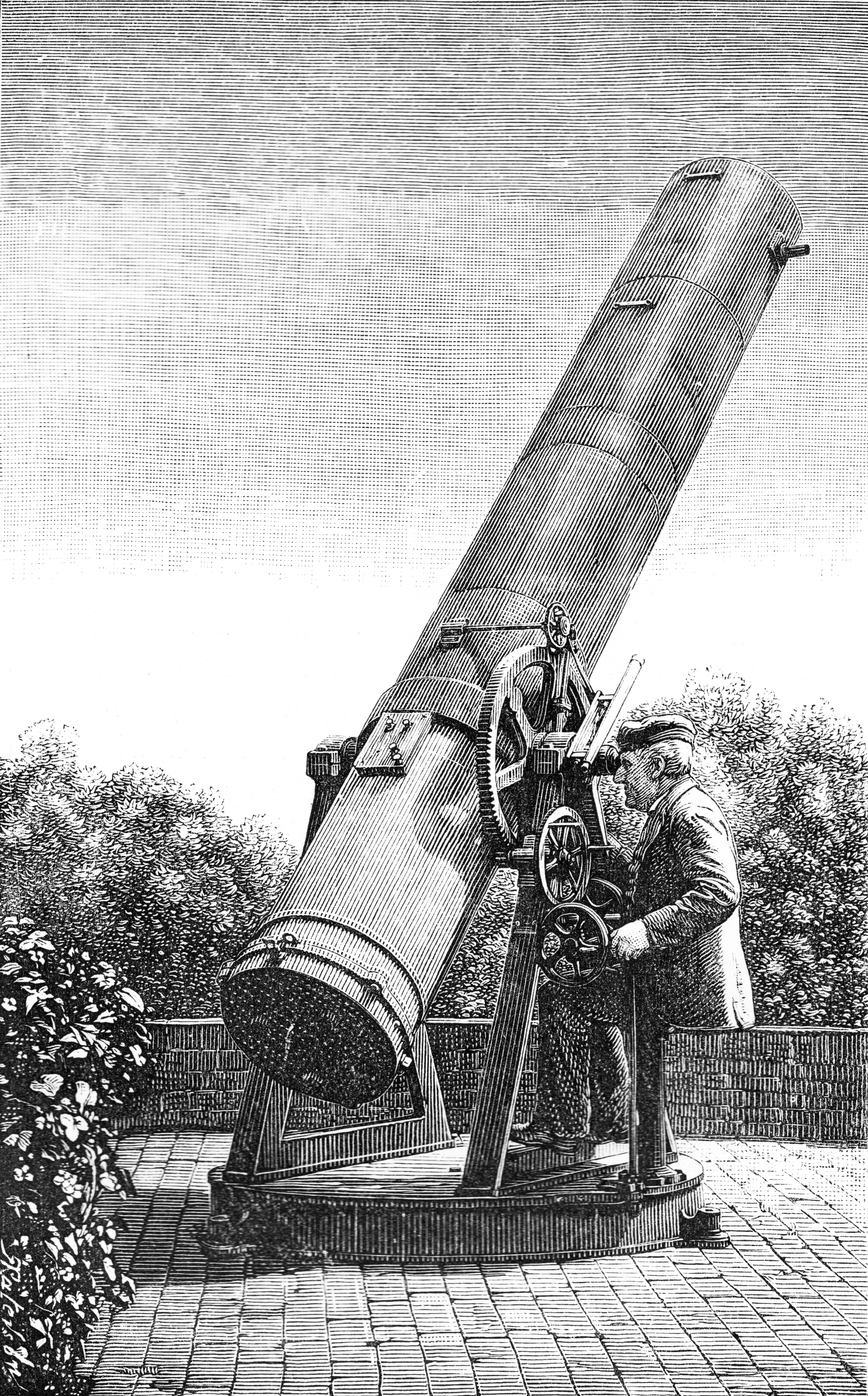
Das von James Nasmyth gebaute Teleskop

Das Nasmyth-Teleskop ist ein von James Nasmyth (1808–1890) entwickeltes Spiegelteleskop, dessen Strahlengang durch zwei Hilfsspiegel verlängert und aus dem Fernrohrtubus herausgelenkt wird. Dabei handelt es sich um eine Kombination aus Newton- und Cassegrain-Teleskop.

Strahlengang in einem Nasmyth-Teleskop

Wie beim Cassegrain-Teleskop fällt das Licht zunächst auf einen  parabolisch geschliffenen Hohlspiegel, den Primär- oder Hauptspiegel. Dieser reflektiert das Licht zu einem kleineren konvexen Fangspiegel, dem Sekundärspiegel. Allerdings erreicht es beim Nasmyth-Teleskop kein Loch im Hauptspiegel, sondern es wird vorher durch einen zur Mittelachse geneigten Planspiegel (Tertiärspiegel) in die Deklinationsachse abgelenkt und tritt wie beim Newton-Reflektor seitlich aus (Nasmythfokus). Optisch ist er identisch mit dem Cassegrainfokus.
Bei einer azimutalen Montierung liegt der Fokuspunkt an der Höhenachse und ist somit unabhängig von der Teleskopneigung, 
wenn die Neigung des Tertiärspiegels mit dem Zenitwinkel der Beobachtung nachgeführt wird (siehe auch Coudé-Bauweise). Deshalb kann dort eine feste Plattform für Beobachter oder schwere Analysegeräte gebaut werden.
Eine weitere Möglichkeit besteht darin, den Nasmyth-Spiegel drehbar zu gestalten. Die Abbildung kann damit beispielsweise zwischen einem Okular zur visuellen Beobachtung und einer Kamera zur Astrofotografie, oder zwischen verschiedenen Messgeräten umgeschaltet werden.